# آونیاش
آونیاش (به لاتین: Avnyash) یک منطقهٔ مسکونی در روسیه است که در باشقیرستان واقع شده‌است.